# 法卡希納環礁
法卡希納環礁（Fakahina）是南太平洋法屬波利尼西亞的環礁，屬於土阿莫土群島的一部分，位於方阿陶環礁东南面72公里，由方阿陶市镇管辖，長8.7公里、寬5.0公里，土地面積8平方公里，潟湖面積20平方公里，2007年人口131。

## 外部連結
- （页面存档备份，存于）
- History
- Ma'ohi people （页面存档备份，存于）
- Atoll names （页面存档备份，存于）
- Fakahina Airport （页面存档备份，存于）
- Atoll list (in French)

15°59′S 140°11′W / 15.983°S 140.183°W